# Japanische Altsteinzeit
|  | - Landflächen           |
|  | (weiß) – vegetationslos |
|  | - Wasserfläche          |

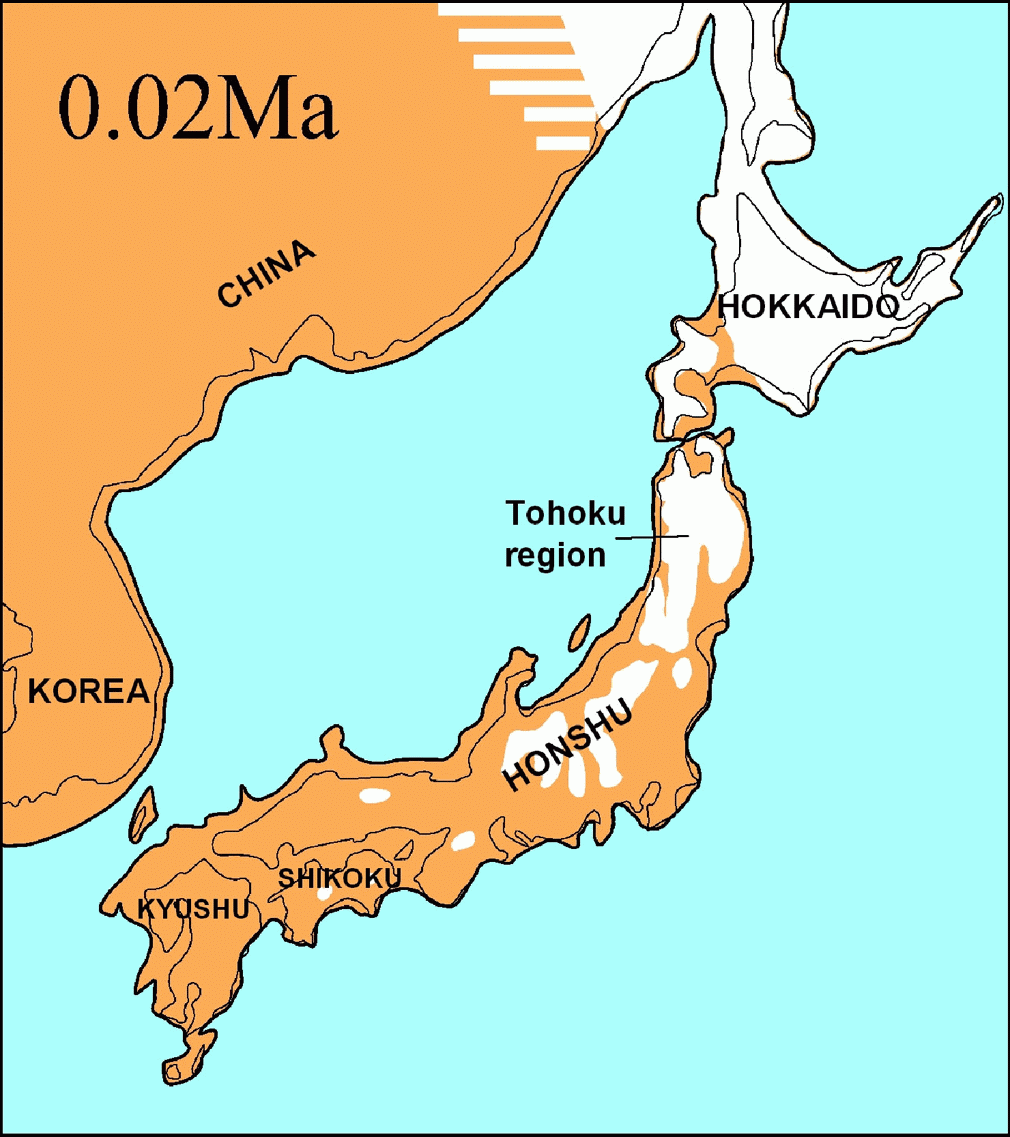
Japan im Letzteiszeitlichen Maximum während des Pleistozäns vor etwa 20.000 Jahren Die schwarze Linie markiert die Umrisse des gegenwärtigen Japan

Die Japanische Altsteinzeit (japanisch 日本旧石器時代 Nihon kyūsekki jidai, das „Japanische Paläolithikum“, in Japan auch „Iwajuku-Kultur“ oder „Präkeramische Kultur“ (先土器文化), sen doki bunka bzw. „Präkeramische Zeit“ (先土器時代), sen doki jidai) bezeichnet den Zeitabschnitt vor der Jōmon-Zeit. Die Datierung und die Benennung der ur- und frühgeschichtlichen Kulturen inklusive des Paläolithikums erfolgt in der japanischen Archäologie anhand anthropogener Fundstücke, die bei Ausgrabungen auf mehr als 4600 landesweiten jungpaläolithischen Fundstätten entdeckt wurden. Aus dieser Zeit sind keine schriftsprachlichen Quellen überliefert. Wandmalereien tauchen erst in den Hügelgräbern der Kofun-Zeit auf. Die Erkenntnisse über die japanische Altsteinzeit basieren daher im Wesentlichen auf den archäologischen Befunden. Man geht heute davon aus, dass die japanische Inselwelt mehrfach durch Landbrücken mit dem Festland verbunden war. Die Befundsituation zeigt, dass der japanische Archipel sowohl von Sibirien über Hokkaidō nach Honshū, als auch von China über die koreanische Halbinsel nach Kyūshū besiedelt wurde. Diese Entwicklungen sind nicht deckungsgleich und sie unterscheiden sich zudem von den Entwicklungen in Europa.
Eine zeitliche Einteilung abhängig von den Entwicklungsstufen ist daher sehr schwierig und sie weicht auch von der zeitlichen Einteilung des Paläolithikums in Europa ab. Weitere Schwierigkeiten für die Periodisierung ergeben sich aus der Uneinheitlichkeit der Datierungsmethoden und nicht zuletzt ist die Chronologisierung insbesondere der letzten Phase, des Jungpaläolithikums, gegenwärtig schwierig, weil im Jahr 2000 ein spektakulärer Fall von Befundfälschungen, der bis in die 1970er Jahre zurückreicht und über 30 Grabungsstätten betraf, aufgedeckt wurde. Dieser Fall stellt einen schweren Schlag für die Erforschung insbesondere des japanischen Paläolithikums dar, weil alle betroffenen Fundplätze samt den dort gefundenen Artefakten als bedeutungslos erklärt wurden. Man setzt daher den frühesten Beginn des Jungpaläolithikums auf den Zeitraum von etwa 45.000 bis 35.000 v. h. Die bisher ältesten menschlichen Knochenfunde hingegen können auf ca. 30.000 vor heute datiert werden. Als Ende des Paläolithikums betrachtet man den Kälterückfall der Jüngeren Dryaszeit etwa 10 bis 12.000 Jahre vor heute und den Übergang zur mesolithischen Jōmon-Zeit.
Die Bezeichnung Altsteinzeit oder Paläolithikum umfasst üblicherweise die drei Abschnitte Alt-, Mittel- und Jungpaläolithikum. Die Erforschung des japanischen Paläolithikums kommt erst nach dem Zweiten Weltkrieg mit der Entdeckung des Fundplatzes Iwajuku in Gang. Von 1949 bis 1960 standen die unterschiedlichen Steingerätetypen im Mittelpunkt der Aufmerksamkeit. Unterschiede der lithischen Industrien werden anhand typologischer Merkmale der Rückenmesser (ナイフ型石器, naifugata sekki) fassbar. Bis zum letzten Drittel der 1960er Jahre entdeckte man die Zusammenpassungen (Sunagawa). Bis Mitte der 1970er Jahre befasste man sich mit der Identifizierung der Herkunftsgebiete gefundener Obsidian-Steingeräte (bspw. mittels Kernspaltungsspurenanalyse engl. fissing track dating).

## Geologie und Geographie
Der japanische Archipel, wie wir es heute kennen, umfasst neben den vier Hauptinseln, Hokkaidō, Honshū, Kyūshū und Shikoku, auch Okinawa und mehr als 6800 weitere Inseln. Der japanische Archipel entstand von ca. 16 bis zwei Millionen Jahren v. h., vom Miozän bis zum Pliozän, das der erdgeschichtlichen Phase des Pleistozäns vorausgeht.

## Periodisierung
| Übersicht Urgeschichte | Übersicht Urgeschichte | Übersicht Urgeschichte | Übersicht Urgeschichte |
| ---------------------- | ---------------------- | ---------------------- | ---------------------- |
| Holozän                | (➚ Frühgeschichte)     | (➚ Frühgeschichte)     | (➚ Frühgeschichte)     |
| Holozän                | Eisenzeit              |                        |                        |
| Holozän                | späte Bronzezeit       |                        |                        |
| Holozän                | mittlere Bronzezeit    |                        |                        |
| Holozän                | frühe Bronzezeit       |                        |                        |
| Holozän                | Bronzezeit             |                        |                        |
| Holozän                | Kupfersteinzeit        |                        |                        |
| Holozän                | Jungsteinzeit          |                        |                        |
| Holozän                | Mittelsteinzeit        |                        |                        |
| Pleistozän             | Jungpaläolithikum      |                        |                        |
| Pleistozän             | Mittelpaläolithikum    |                        |                        |
| Pleistozän             | Altpaläolithikum       |                        |                        |
| Pleistozän             | Altsteinzeit           |                        |                        |
| Pleistozän             | Steinzeit              |                        |                        |

Die paläolithischen Kulturen des japanischen Archipels haben sich nicht isoliert entwickelt. Man nimmt Landbrücken, die der Ausbreitung des Menschen und der Tierwanderung auf dem japanischen Archipel Vorschub geleistet haben, zu vier verschiedenen Zeiten an: 630.000 Jahre v. h., 430.000 Jahre v. h., 180.000 Jahre v. h. und zuletzt 20.000 Jahre v. h. Das Japanische Meer zwischen dem kontinentalen Festland und dem vulkanischen Inselbogen weist zwar Wassertiefen von über 4000 m auf, aber an den Engstellen steigt der Meeresboden bis knapp unter die aktuelle Wasseroberfläche an. Während der Eiszeit entstanden so Landbrücken, wie die Sōya-Straße zwischen Hokkaidō und Sachalin, wo die Wassertiefe nur 60 m beträgt. Auch die Koreastraße zwischen Kyūshū und Korea mit einer Wassertiefe von 130 bis 140 m fiel trocken. Ob auch die Tsugaru-Straße zwischen Hokkaidō und Honshū als Landbrücke diente, ist nicht gesichert.
Die Besiedlung des japanischen Archipels war von den Landbrücken mitbestimmt und führte zu Besonderheiten in der Befundsituation, die in einer Einteilung in drei Entwicklungszonen mündete. Man unterscheidet demnach das japanische Kernland mit den drei großen Inseln Honshū, Shikoku und Kyūshū von Hokkaidō und Ryūkyū. Hokkaidō unterlag im Unterschied zu den übrigen drei Inseln dem Einfluss Sibiriens. Die Ryūkyū-Inseln besitzen eine weitgehend eigene, verspätete Entwicklung.

### Kernland
In Europa ist eine Einteilung der Ur- und Frühgeschichte in zeitliche Abschnitte nach dem von Christian Jürgensen Thomsen eingeführten Dreiperiodensystem üblich. Diese Gliederung ist ausgerichtet nach und gestützt auf die Befunde der Archäologie. In Japan setzt man analog die Urgeschichte mit dem Paläolithikum, die Frühgeschichte mit der Jōmon-, Yayoi- und Kofun-Zeit gleich. Die paläolithische Kultur ist damit im Wesentlichen die Kultur des erdgeschichtlichen Pleistozäns. Sie ist geprägt von der Verwendung von Steinwerkzeugen. Auch in Japan folgt man mittlerweile der Dreiteilung des Paläolithikums in Früh- oder auch Alt-, in Mittel- und Jungpaläolithikum. Die Datierung reicht jedoch im Vergleich zur europäischen weiter in die Vergangenheit zurück. Wegen der geringen Anzahl von Funden ist der Übergang vom Früh- zum Mittelpaläolithikum in Japan (aufgrund) schwierig zu bestimmen.
Die altpaläolithische Kultur ist demnach eine Kultur der Vor- und Frühmenschen, die vom Pliozän fünf bis zwei Millionen Jahre v. h. über das Alt- (zwei Millionen Jahre bis 800.000 v. h.) und das Mittelpleistozän (800.000 bis 130.000 v. h.) erstreckt. Im Unterschied zu Europa zählt man in Japan also das Pliozän und das Gelasium mit zum Altpaläolithikum.
Das Mittelpaläolithikum wird mit dem archaischen Homo sapiens im Jungpleistozän (130.000 bis 12.000 v. h.) verortet. Das eigentliche Jungpaläolithikum, also die Kultur des Homo sapiens sapiens, wird als Endphase des Jungpleistozäns vor etwa 35.000 Jahren gesehen. Es stellt damit den Übergang zur ca. 12.000 bis 13.000 v. h. beginnenden Jōmon-Periode und dem Auftauchen erster Keramiken dar.
Neben der etwas anderen Datierung des Altpaläolithikums sind laut Makoto Sahara weitere, in Europa gebräuchliche, Abstufungen auf Japan nicht anwendbar. So etwa die von Vere Gordon Childe vorgeschlagene und heute eher kritisch betrachtete Bezeichnung Neolithische Revolution, die den Abschnitt der Steinzeit bezeichnet, in dem der Übergang zu geschliffenen Steinwerkzeugen, zu Ackerbau und Viehzucht und zur Verwendung von Keramiken vollzogen wurde. In Japan jedoch lassen sich bereits 30.000 v. h. geschliffene Steinwerkzeuge nachweisen, wohingegen die Nahrungsproduktion, sprich der Nassreisanbau, und die Sesshaftigkeit (erst) mit der Yayoi-Zeit einsetzten. Die Yayoi-Zeit entspräche in Europa zeitlich etwa der Eisenzeit. Allerdings gab es in Japan nie eine Epoche, in der Schneidwerkzeuge nur aus Eisen oder nur aus Bronze gefertigt wurden. Bronze und Eisen kamen zeitgleich in der Yayoi-Zeit auf den japanischen Archipel. Daher folgt in Japan auf das Jōmon-Neolithikum die Yayoi-Eisenzeit.
Ähnlichkeiten gibt es hingegen zwischen dem europäischen Mesolithikum und der frühen Jōmon-Zeit. Die Existenz einer jungpaläolithischen Kultur ist in Japan durch erste Funde seit dem Jahr 1949 in Iwajuku, Kasagake in der Präfektur Gunma belegt. Den Übergang vom Jungpaläolithikum zur Jōmon-Zeit markiert die „Mikoshiba-Kultur“ (御子柴文化) mit den bis dato ältesten Keramikfunden. Das Jungpaläolithikum ist auch die Kultur des Homo sapiens sapiens.
Die vier Phasen des japanischen Paläolithikums sind:
- 45.000–36.000 v. h. Ende des Mittelpaläolithikums
- 35.000–26.000 v. h. erste Hälfte des Jungpaläolithikums (entspricht in Europa zeitlich etwa der archäologischen Kultur Gravettien)
- 25.000–15.000 v. h. zweite Hälfte des Jungpaläolithikums
- 14.000–12.000 v. h. Ende des Jungpaläolithikums

Das Paläolithikum und die Jōmon-Zeit in der archäologischen Periodisierung entsprechen in der geschichtlichen Einteilung der Urzeit (元始, genshi); die Yayoi-Zeit bis zum Ende der Heian-Zeit entsprechen in Japan dem Altertum (古代, kodai).

## Fauna und Flora

### Pflanzenwelt (Paläobotanik)

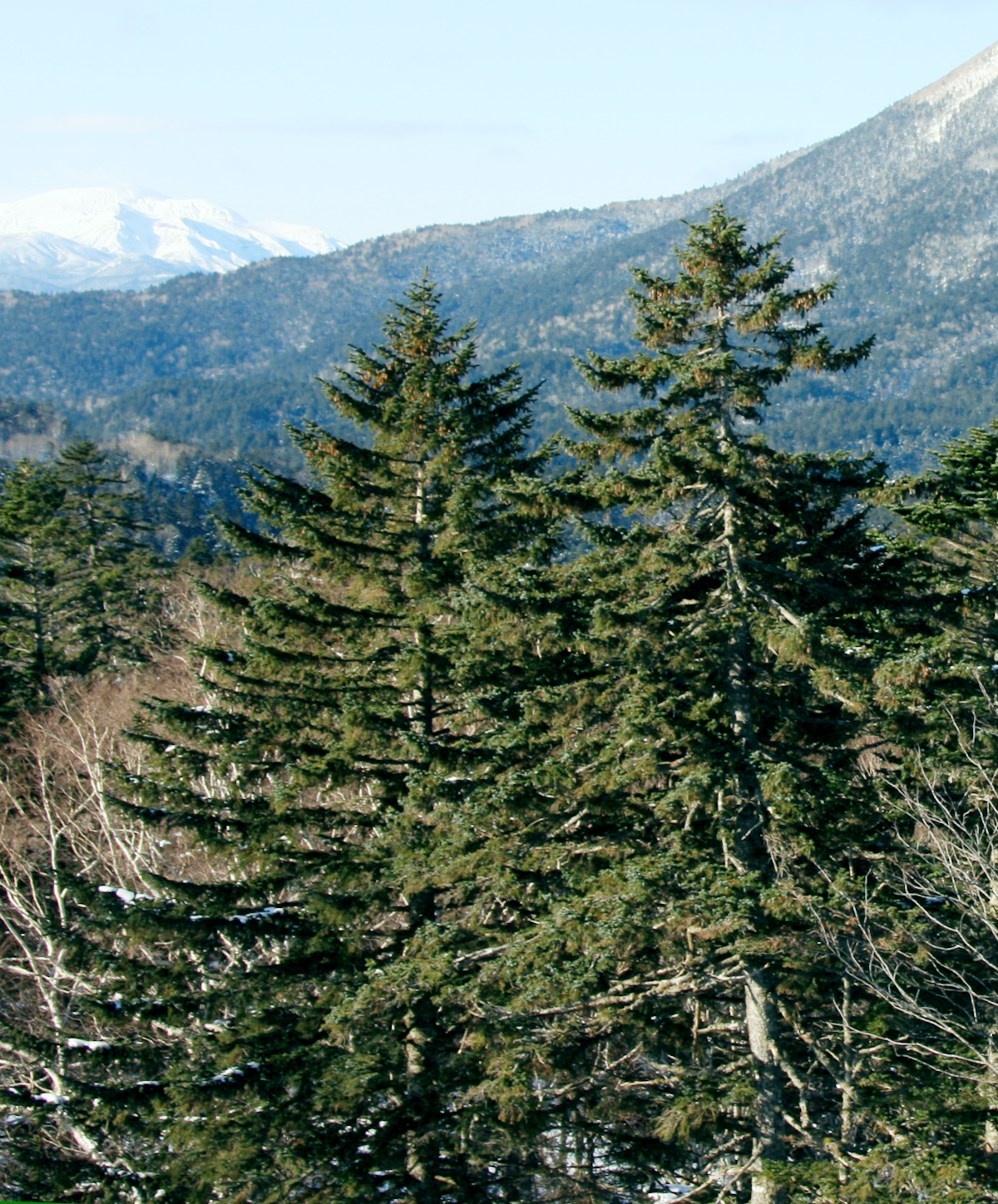
Picea jezoensis, Berg Oakan, Kushiro, Hokkaidō

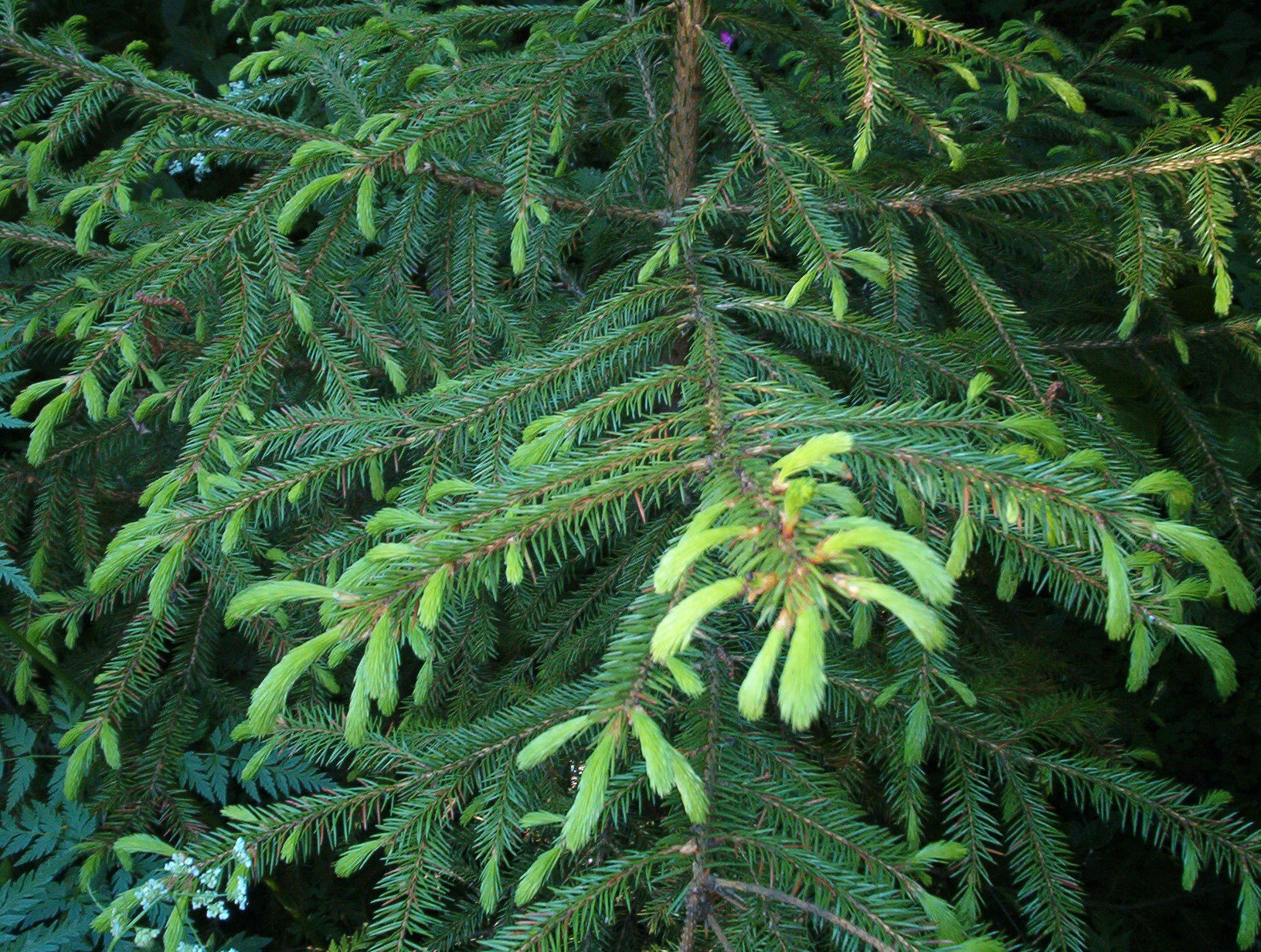
Picea koraiensis

Die Entwicklung der Vegetation ist in hohem Maße abhängig von der Temperatur und der Niederschlagsmenge. Für das Klima Japans relevant ist zunächst der warme aus Süden kommende und im Wesentlichen östlich an Japan vorbeiströmende Kuroshio. Er trifft im Norden auf den kalten Wasser führenden Oyashio-Strom. Die Niederschlagsmengen sind im Jahresmittel verhältnismäßig hoch (1000 bis 3000 mm), wenngleich ungleichmäßig verteilt. Man geht davon aus, dass der japanische Archipel im Tertiär (1,7 mya) weitgehend mit Wald bedeckt war (sog. arktische Tertiär-Flora). Im darauffolgenden kälteren Quartär verschwanden viele Baumarten des Tertiärs wie der Urweltmammutbaum (Metasequoia) und der Ginko-Baum. Von ca. 800.000 v. h. wechselten sich Warm- (Interglazial) und Kaltzeiten (Glazial) periodisch ab. Infolgedessen lassen sich nach Shigeru Miki drei Vegetationstypen unterscheiden:
- Typ A: Pflanzen des Interglazials mit warmem Klima: sommergrüne Laubbäume des gemäßigten Klimas, wie Fagus microcorpa, Stechdorn (Paliurus), Talgbaum (Sapium sebiferum) und Nadelbäume der gemäßigten Zone, wie die Japanische Zeder (Cryptomeria) oder Japanische Zypresse (Camaecyparis)
- Typ B: Nadelbäume der gemäßigten Zone, wie Japanische Zeder, Japanische Zypresse und Eiche
- Typ C: Nadelbäume kühlgemäßigter Zone, wie die Hokkaidō-Fichte (Picea jezoensis), koreanische Kiefer (Pinus koraiensis), Dahurische Lärche (Larix gmelinii), Hemlocktanne (Tsuga diversifolia)[6][5]

Das letzte Interglazial die sogenannte Shimosueyoshi-Meerestransgression (下末吉海進, ~kaishin) ca. 125.000 v. h. war gekennzeichnet durch Vegetationstyp A. Die erste Hälfte des darauf folgenden Glazials (bis ca. 60.000 v. h.) war geprägt von Vegetationstyp B, die zweite Hälfte durch Vegetationstyp C. Typ C vor ca. 20.000 Jahren v. h. hat sehr viel Ähnlichkeit mit der heutigen Vegetation Japans. Noch in der Gegenwart sind ca. 70 % der Landfläche mit Wald bedeckt. Diese Annahmen werden bestätigt durch Befunde an der Ausgrabungsstätte in Tomisawa, Präfektur Miyagi, die auf 23.000 v. h. datiert wurden.

### Tierwelt (Paläozoologie)
Für die Entwicklung der Fauna waren insbesondere die Landbrücken zum Festland bedeutsam. Paläontologische Untersuchungen legen den Schluss nahe, dass es während des mittleren Pleistozäns zwei Landbrücken zwischen Japan und dem Festland gab. Vermutlich sind das Rüsseltier ca. 630.000 v. h. (MIS 16) und der Naumann-Elefant ca. 430.000 v. h. (MIS 12) vom koreanischen Festland nach Japan gekommen.
Die Wanderung besonders der Großsäuger über die Landbrücke von Korea nach Kyūshū scheint sich anders gestaltet zu haben, als die von Sachalin nach Hokkaidō. So sind bisher im Unterschied zum Kernland nur wenige Landsäugetiere auf Hokkaidō nachgewiesen worden; darunter das Mammut, Bison, Walross und die Stellersche Seekuh. Hauptsächlich jedoch kommen auf Hokkaidō der Naumann-Elefant, das Kältesteppen-Mammut (M. primigenius), der Yabei-Riesenhirsch (ヤベオオツノシカ, Sinomegaceros yabei), der Wolf (Canis lupus), der Braunbär (Ursus arctos), der Sikahirsch, die Pelzrobbe und Stellers Seelöwe vor.
Man nimmt an, dass der Prozess des Artensterbens, besonders der großen Arten: Elefant, Mammut und Riesenhirsch einerseits klimatisch bedingt ist. Andererseits liegt ein weiterer wichtiger Grund auch in der dichter werdenden Besiedlung des japanischen Archipels mit Menschen um ca. 50.000 v. h. Dieser Umstand erschließt sich etwa aus den Befunden der Ausgrabungsstätte in Tategahana, wie auch aus der Tatsache, dass gegenwärtig ca. 5400 paläolithische Fundplätze in ganz Japan entdeckt wurden, die nach 30.000 v. h. datieren. Daher ist man neuerdings zu der Auffassung gelangt, dass bestimmte große Tierarten bereits zwischen 30.000 und 20.000 v. h. (zur Zeit des Übergangs von MIS 3 nach 2) und nicht, wie bisher angenommen etwa zum Beginn der Jōmon-Zeit ca. 15.000 bis 10.000 v. h. ausstarben. Gestützt wird diese Annahme durch die Tatsache, dass bisher keine jomonzeitlichen Fundplätze mit Knochenresten dieser Arten bekannt sind.
| Trivialname              | Wissenschaftlicher Name          | Jungpleistozän | Mittleres Pleistozän | Spätes Pleistozän |
| ------------------------ | -------------------------------- | -------------- | -------------------- | ----------------- |
| Rotzahnspitzmäuse        | Sorex shinto                     | ja             | ja                   | ja                |
| Stummelschwanzspitzmäuse | Anourosorex japonicus            | ja             | ja                   | ja                |
| Ostasiatische Maulwürfe  | Mogera sp.                       | ja             | ja                   | ja                |
| Waldlemming              | Myopus schisticolor              | nein           | ja                   | ja                |
| Rötelmäuse               | Clethrionomys japonicus          | nein           | ja                   | ja                |
| Feldmäuse                | Microtus epirattipoides          | ja             | ja                   | ja                |
| Japanische Waldmaus      | Apodemus speciosus               | ja             | ja                   | ja                |
| Japanischer Bilch        | Glirulus japonicus               | ja             | ja                   | ja                |
| Japanmakak               | Macaca fuscata                   | ja             | ja                   | ja                |
| Japanischer Hase         | Lepus brachyurus                 | ja             | ja                   | ja                |
| Wolf                     | Canis lupus                      | ja             | ja                   | ja                |
| Marderhund               | Nyctereutes procyonoides         | ja             | ja                   | ja                |
| Rotfuchs                 | Vulpes vulpes                    | ja             | ja                   | ja                |
| Kragenbär                | Selenarctos thibetanus           | ja             | nein                 | nein              |
| Asiatischer Dachs        | Meles leucurus kuzuuensis        | ja             | ja                   | ja                |
| Leopard                  | Panthera pardus                  | ja             | nein                 | nein              |
| Rüsseltier               | Stegodon orientalis              | ja             | nein                 | nein              |
| Rüsseltier               | Stegodon akashiensis             | ja             | nein                 | k. A.             |
| Naumann-Elefant          | Palaeoloxodon naumanni           | ja             | ja                   | ja                |
| Chinesisches Nashorn     | Rhinoceros sinensis              | ja             | nein                 | nein              |
| Yabei-Hirsch             | Sinomegaceros yabei              | ja             | ja                   | ja                |
| Sikahirsch               | Cervus praenipponicus            | ja             | ja                   | ja                |
| Echte Hirsche            | Cervus kazusensis                | ja             | ja                   | k. A.             |
| Elch                     | Alces alces                      | ja             | nein                 | nein              |
| Wildschwein              | Sus scrofa                       | ja             | ja                   | k. A.             |
| Sibirisches Moschustier  | Moschus moschiferus              | ja             | ja                   | k. A.             |
| Steppenbison             | Bison priscus                    | ja             | nein                 | nein              |
| Auerochse                | Bos primigenius                  | ja             | nein                 | nein              |
| Mammut                   | Mammuthus parammonteus shigensis | ja             | ja                   | k. A.             |

### Naumann-Elefant

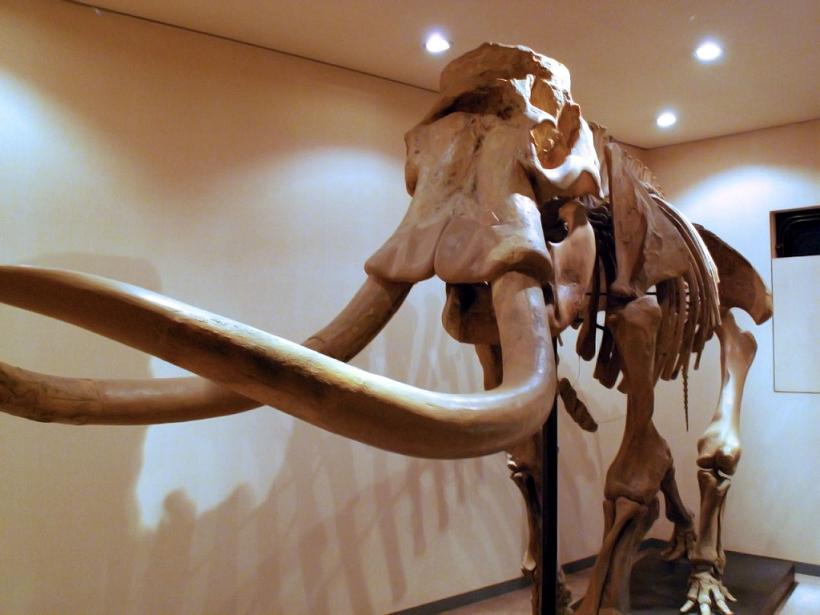
Nachbildung eines Naumann-Elefanten

Der Naumann-Elefant (Palaeoloxodon naumanni), benannt nach seinem Entdecker Edmund Naumann, der die ersten Fossilien in Yokosuka in der Präfektur Kanagawa entdeckte. Er beschrieb die Funde 1882 in seinem Aufsatz Über japanische Elephanten der Frühzeit und klassifizierte die Fossilien als Elephas namadicus. Der an der kaiserlichen Universität Tokio lehrende Jirō Makiyama, der die Fossilienfunde aus Hamamatsu untersuchte, erkannte 1924, dass es sich um eine neue Unterart handeln musste, die er als Elephas namadicus naumanni klassifizierte. Im gleichen Jahr identifizierte Tadao Kamei in seiner Abhandlung Notes on a fossil elephant from Sahamma die Fossilien als eine neue Gattung, die den Namen Palaeoloxodon naumanni erhielt.
Der Naumann-Elefant kam vermutlich über die 430.000 Jahre v. h. bestehende Landbrücke vom Kontinent nach Japan, wo er von ca. 300.000 bis 30.000 v. h. lebte. Er besaß eine Schulterhöhe von etwa 1,9 bis 2,7 m. Er war schätzungsweise vier bis fünf Tonnen schwer. Vom afrikanischen und indischen Elefanten unterschied ihn die Kopfform. Er war wie das Mammut zottig und besaß zwei Stoßzähne aus Elfenbein. Die Größe der Stoßzähne unterscheidet sich beim Männchen und Weibchen. Während sie beim Männchen eine Länge von 15 cm bis zu 2,4 m und einen Durchmesser von 10 cm erreichen konnten, erreichten sie beim Weibchen nur eine Länge von sechs bis 60 cm. In Japan wurden an 180 Fundplätzen Fossilien des Naumann-Elefanten gefunden; einer der wichtigsten Fundplätze ist der Nojiri-See, wo man versteinerte Knochen zusammen mit menschlichen Artefakten ausgrub.

## Fundstätten (Auswahl)
Die aufgelisteten Ausgrabungs- und Fundstätten (遺跡, iseki) sind alphabetisch sortiert und geben einen kleinen Überblick, der auch Fundstätten beinhaltet, die von den Befundfälschungen betroffen waren.
Hanaizumi (花泉遺跡), auch Kanamori (金森)
Bei Ichinoseki in der Präfektur Iwate, erstmals erschlossen 1927, zeichnet sich als Fundplatz durch eine Vielzahl versteinerter Tierknochen aus: Knochen des Bison (野牛, yagyū) und seiner lokalen Ausprägung, dem Hanaizumi-Mori-Ochsen (Hanaizumi mori ushi), des Auerochsen (原牛, gengyū), des Elchs (箆鹿, herajika), des Megaloceros giganteus (大角鹿, ōtsuno shika) und des Naumann-Elefanten. Darüber hinaus fand man Überreste kleinerer Arten und Säugetiere, wie dem Sikahirsch, dem Wildschwein (猪, inoshishi), dem Dachs (貛, anaguma) und dem Feldhasen (野兎, nōsagi). Zusammen mit versteinerten Pflanzenresten konnten die Fundstücke anhand der Radiokarbonmethode auf ein Alter von 35 bis 16.000 Jahre datiert werden.
Hatsune-ga-hara (初音ヶ原遺跡)
In Hakone in der Präfektur Shizuoka fand man für Japan bisher einmalig 14 bogenförmig angeordnete Erdlöcher deren Funktion nicht vollständig geklärt ist. Man geht davon aus, dass es sich um Fallgruben (落とし穴, otoshi ana) für die Jagd handelte. Sie stammen aus der Zeit 27.000 Jahre v. h.
Hinata-bayashi-B (日向林Ｂ遺跡)
Unweit des Nojiri-Sees, in nur einem Kilometer Entfernung, liegt die anlässlich von Straßenbauarbeiten entdeckte und von 1993 bis 1995 ergrabene 6500 m² große Fundstätte bei Shinano in der Präfektur Nagano. Hier fand man Gruppen kreisförmiger Steinblöcke mit einem Durchmesser von 25 bis 30 m und 9000 Steinwerkzeuge unterschiedlicher Größe. Erwähnenswert sind 60 Steinäxte, von denen 36 aus poliertem Serpentinit gefertigt wurden. Eine große Zahl der gefundenen trapezförmigen Steinwerkzeuge ist dagegen aus Obsidian hergestellt worden. 200 der ausgegrabenen Fundstücke wurden zu Kostbarkeiten der Präfektur Nagano (長野県宝) deklariert.
Hoshino (星野遺跡)
In Hoshino, einem heutigen Ortsteil von Tochigi in der Präfektur Tochigi fanden in den Jahren 1965–67, 1973 und 1978 insgesamt fünf Grabungen statt. Bei den Grabungen, die in eine Tiefe von 14 m reichten, identifizierte man 39 Gesteinsschichten, in denen Artefakte der Jōmon-Zeit und des Paläolithikums gefunden wurden. Die 13 Fundstücke aus dem Paläolithikum, die bis 80.000 Jahre v. h. zurückreichen, wurden von dem in Shizuoka lehrenden Archäologen Serizawa Chōsuke untersucht.
(Kami)-Shirataki (上白滝遺跡)
Die Ausgrabungsstätte liegt am Fluss Yūbetsu bei Shirataki auf Hokkaidō. Hier wurden hochwertige und bootsförmige Obsidian Steingeräte gefunden, die mittels Yūbetsu-Technik hergestellt wurden. Es können zwei Kulturschichten, Shirataki I + II (20.000 – 15.500) und (15.000 – 12.000), unterschieden werden.
(Kami)-Takamori (上高森遺跡)
Die hier bei Tsukidate (heute: Kurihara) 1993 gefundenen Faustkeile der Altsteinzeit erwiesen sich als Befundfälschungen Fujimuras.
Nojiri-See (野尻湖遺跡)

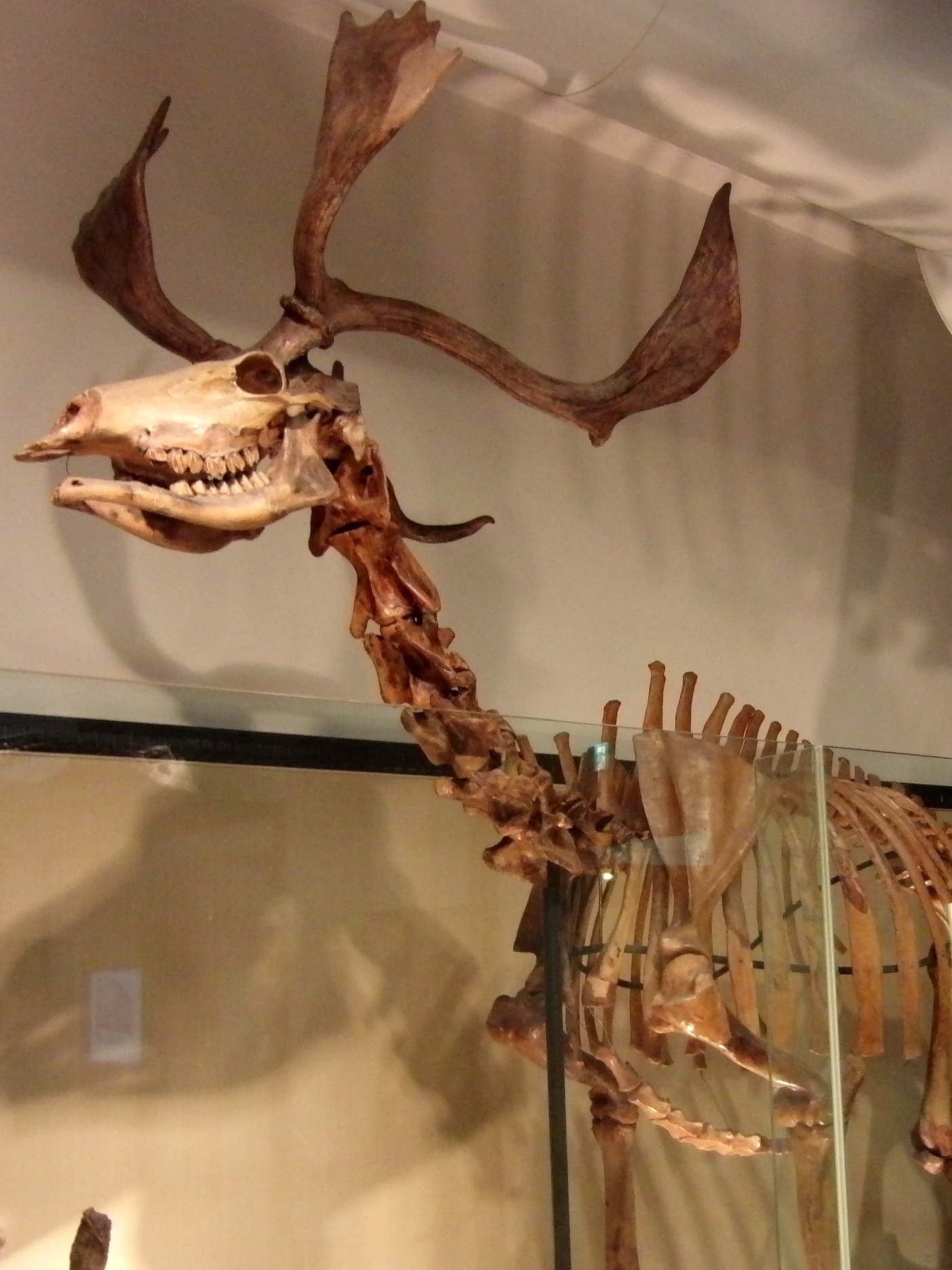
Yabei-Hirsch (Sinomegaceros yabei)

Der Nojiri-See liegt auf einer Hochebene der Chūbu Region nahe der Ortschaft Shinano, Präfektur Nagano. Er ist ca. 4,6 km³ groß, liegt in einer Höhe von 654 ü. d. M. und ist 38,5 m tief. Am Westufer, an der kleinen Landzunge Tategahana, hat die Nojiri-See Grabungs- und Forschungsgruppe ein Gelände von 150 × 136 m ergraben und Steingeräte, Pflanzenreste und viele Fossilien des Naumann-Elefanten und des Yabei Hirschs gefunden. Man geht heute davon aus, dass der Fundplatz am Nojiri-See als Zerlege- und Schlachtplatz gedient hat. 1948 fand Matsunosuke Kato, ein ansässiger Hotelbesitzer, während eines Spaziergangs das erste Artefakt des Mittelpaläolithikums, den Backenzahn eines Naumann-Elefanten. Bis zum Jahr 2000 fanden 14 Ausgrabungen statt, bei denen mehr als 23.000 Teilnehmer über 79.000 fossile Funde geborgen haben.
Onbara 1+2 (恩原遺跡)
1981 fand Takurō Hino in Kagamino in der Präfektur Okayama erstmals steinerne Pfeilspitzen. Der Fundplatz, der nahe der Grenze zur Präfektur Tottori in einer Höhe von 730 m ü. d. M. liegt, wurde zwischen 1984 und 1997 von einem Archäologenteam der Universität Okayama systematisch ergraben. In vier Kulturschichten wurden trapezförmige Faustkeile und Steinmesser aus der Zeit von 33.000 bis 28.000 Jahren v. h. (Onbara 1) und aus dem Zeitraum von 18.000 bis 16.000 v. h. (Onbara 2) gefunden.
Shimofure Ushibuse (下触牛伏遺跡)
In Isesaki in der Präfektur Gunma wurden beim Bau eines Pools für ein Rehabilitationszentrum ringförmig angeordnete Steingeräteblöcke mit einem Durchmesser von 50 m entdeckt; die Siedlungsüberreste, Feuerstelle und Steingeräte sind etwa 30.000 v. h. alt.
Suzuki (鈴木遺跡)
Der Fundplatz wurde 1971 während des Baus der Suzuki Grundschule in Kodaira, Tokio entdeckt. Hier fanden sich neben Steinmessern auch eine Vielzahl von Siedlungsüberresten, darunter acht Erdgrubenbehausungen aus der Zeit um 30.000 v. h. In der Zeit von 1974 bis 1980 wurden auf 14.000 m² ca. 112.500 Funde geborgen.
Tanamukai-hara (田名向原遺跡)
Hier in Sagamihara in der Präfektur Kanagawa fand man neben einer Vielzahl von Speerspitzen auch 12 Pfostenlöcher, die kreisförmig mit einem Durchmesser von zehn Metern angeordnet sind und die mit zwei Feuerstellen aus dem Zeitraum von 20.000 bis 18.000 v. h. stammen. Die Ausgrabungsstätte wurde samt Park 1999 zur landesweiten historischen Stätte erklärt.
Tomisawa (富沢遺跡)
Tomisawa ist eine ca. 90 ha große Ausgrabungsstätte in Sendai in der Präfektur Miyagi, die anlässlich eines Erweiterungsbaus der U-Bahn 1987 und 1988 erschlossen wurde. Sie gab Überreste von Feuerstellen, Gehölz, Insekten in drei Faulschichten und etwa 111 Steinartefakte preis, womit sie wichtige Hinweise auf die Lebensweise 20.000 v. h. lieferte. Die Stadt Sendai hat hier ein unterirdisches Waldmuseum (地底の森ミュージアム, chitei no mori myujiamu) eingerichtet, in dem man paläolithischen Sumpfwald zur Zeit seiner Ausgrabung ansehen kann.
Yamada-ue-no-dai (山田上ノ台遺跡)
Ist eine Ausgrabungsstätte im Stadtbezirk Taihaku von Sendai. Hier wurden in drei Grabungen (1980, 1984 und 2002) 80 Steinartefakte gefunden, die 10–30.000 Jahre v. h. datieren.
Yu-no-sato (湯の里遺跡)
Ist eine Grabungsstätte bei Shiriuchi-chō, Hokkaidō, in der Gräber und tropfenförmige Perlen aus dem Paläolithikum und der Jōmon-Zeit gefunden wurden. 14 dieser Fundstücken wurde 1991 zu Wichtigen Kulturgütern erklärt.
Zazaragi (座散乱木遺跡)
Die Ausgrabungsstätte liegt bei Iwade-yama-machi Ōsaki in der Präfektur Miyagi. Hier wurden 1982 paläolithische Fundstücke aus der Zeit 40.000 v. h. entdeckt, die sich 2000 als Befundfälschungen erwiesen. Es handelte sich zwar um archäologische Artefakte, doch Untersuchungen zeigten, dass sie jüngeren Datums waren und aus dem Zeitraum von der Jōmon- bis zur Kofun-Zeit stammten. Aufgrund der Fälschungen verlor die Ausgrabungsstätte 2002 die Einstufung als nationale historische Stätte, die vom Amt für kulturelle Angelegenheiten 1996 erteilt worden war.

## Funde

### Steinwerkzeuge

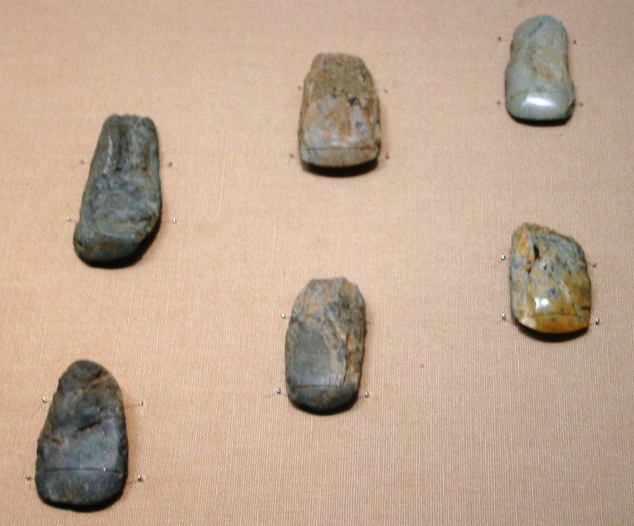
Polierte Steine oder Beile. Hinatabayashi B, Shinanomachi, Nagano; ca. 30.000 v. Chr. Nationalmuseum Tokyo.

Die meisten Funde entstammen sauren, äolischen Sedimentschichten. Als Materialien wurden Obsidian, Schieferton, Sanukit, Hornstein, Aso-Tuff, Andesit, Rhyolith, Kieselschiefer und Shale (Tonstein) verwendet.
Die Schwierigkeit bei diesen Funden ist in der Regel festzustellen, ob die steinernen Artefakte absichtlich von Menschen bearbeitet und hergestellt wurden oder ob es sich um natürliche Umwelteinflüsse handelt. Die ältesten datierbaren Steinfunde, die als absichtsvoll hergestellt angesprochen werden können, reichen in die Zeit von 40.000 bis 50.000 Jahre v. h. (MIS 3) zurück. Solche Steinwerkzeuge fand man etwa in Ishinomoto (石の本遺跡) in Hirayama, bei Kumamoto auf Kyūshū. Häufig wurden an der Schnittkante geschliffene Steinbeile (局部磨砕石斧, kyokubu masai sekifu) auf Schlachtplätzen zusammen mit Überresten des Naumann-Elefanten gefunden.
Jun Suwama hat die Steingeräte, die an den Sagamino Terrassen ausgegraben wurden, in zehn Stufen unterteilt. Nach Akira Ono lassen sich an dieser Stufeneinteilung zwei Entwicklungsphasen ablesen: die erste Entwicklungsphase bezeichnet er als Rückenmesserkultur; sie umfasst die Stufen I bis IIX in Suwamas Einteilung. Die Kultur der Rückenmesser besitzt eine japanspezifische, von anderen Funden etwa in Europa abgrenzbare Ausprägung. Die zweite Entwicklungsphase, die den Stufen IX und X entspricht, folgt um 14.000 bis 12.000 v. h. auf die erste und wird als Mikroklingenkultur bezeichnet. Die Unterscheidung dient auch dazu das Jungpaläolithikum in zwei Abschnitte einzuteilen.
Zur Rückenmesserkultur gehören zunächst trapezförmige Steingeräte (台形石器, daikei sekki) und Steinbeile mit geschliffener Schnittkante. In der Folge entstand die Klingentechnik und Obsidian wurde als Material verwendet. Darauf folgten Rückenmesser aus kurzen Querabschlägen und pyramidenförmige Steingeräte. Die Klingen verschwanden kurzzeitig, und speerförmige Spitzen (槍先形尖頭器, yarisakigata sentōki) erschienen. In der Mikroklingenkultur hingegen unterscheidet man Mikroklingen vom Typ: Nodake (ノ岳型), Yasumiba-gata (休場型) und bootsförmige Klingen funabo. Es lässt sich feststellen, dass in Nordjapan und Sibirien vornehmlich keilförmige, in Südjapan wie auch in China kegelförmige Mikroklingen gefertigt wurden.
Die nachstehende Auflistung gibt einen Überblick über die Entwicklung der Steingeräte im Jungpaläolithikum unter Berücksichtigung regionaler Besonderheiten. Darin entspricht die letzte Phase (VI) der Mikroklingenkultur (Stufe IX und X nach Suwama). Phase V entspricht dem Übergang von der Rückenmesserkultur zu Mikroklingenkultur. In diesem Abschnitt überwiegen die speerförmigen Spitzen.
| Zeit [v. h.] | Phase | Kyūshū | Kinki, Chūgoku, Shikoku                                                      | Kantō                                                | Chūba                                                | Tōhoku                                                  | Hokkaidō                             |
| ------------ | ----- | --- | ---------------------------------------------------------------------------- | ---------------------------------------------------- | ---------------------------------------------------- | ------------------------------------------------------- | ------------------------------------ |
| 13.000       | VI    | Yadegawa-Technik (Mikroklingen) (矢出川技法)                                                              | Yadegawa-Technik (Mikroklingen) Araya-Typ (荒屋型彫刻刀) mit Yūbetsu-Technik | Yūbetsu-Technik (Mikroklingen)                       | Yūbetsu-Technik (Mikroklingen)                       | Yūbetsu-Technik (Mikroklingen)                          | Yūbetsu-Technik (Mikroklingen)       |
|              | V     | |                                                                              | Industrie der Spitzen (< 10 cm)                      | Industrie der Spitzen (< 10 cm)                      | Industrie der Spitzen (< 10 cm)                         | Industrie der Spitzen (< 10 cm)      |
| 20.000       | IV    | Rückenmesser des Tanuki-dan & Kyūshū-Typs (九州型) Hi-no-take Typ (日ノ岳型) & Hyakkadai Typ (百花台型)   | Flankenabschlag Technik & Miyatayama Messer (宮田山型)                       | Moro Messer (茂呂型)                                 |                                                      | Higashiyama Messer (東山型)                             | trapezförmige Rückenmesser           |
| 25.000       |       | Aira-Caldera Vulkanascheschicht (AT)                                                                      | Aira-Caldera Vulkanascheschicht (AT)                                         | Aira-Caldera Vulkanascheschicht (AT)                 | Aira-Caldera Vulkanascheschicht (AT)                 | Aira-Caldera Vulkanascheschicht (AT)                    | Aira-Caldera Vulkanascheschicht (AT) |
| 25.000       | III   | Rückenmesser des Tanuki-dan & Kyūshū-Typs (九州型) Ezarugi-Typ? (技末木型) & Haru no tsuji Typ (原の辻型) | Setouchi Technik (瀬戸内技法) & Kou Messer (国府型)                          | pyramidale Steingeräte (角錐状石器, kakusuijō sekki) | pyramidale Steingeräte (角錐状石器, kakusuijō sekki) | Higashiyama Messer (東山型), Sugikubo Messer (杉久保型) | Hirosato Messer (広郷型ナイフ)       |
|              | II    | kurze Abschläge                                                                                           | kurze Abschläge, Vorstufe der Setouchi Technik (瀬戸内技法)                  | kurze Abschläge                                      | kurze Abschläge Sugikubo Messer (杉久保型)           | lange Abschläge Sugikubo Messer (杉久保型)              | lange Abschläge                      |
| 35.000       | I     | trapezförmige Steingeräte & geschliffene Steinbeile                                                       | geschliffene Steinbeile                                                      | geschliffene Steinbeile                              | geschliffene Steinbeile                              | geschliffene Steinbeile                                 | trapezförmige Steingeräte            |

Die Mikroklingenkultur breitete sich 13.000 v. h. nach Honshū aus, worauf unmittelbar die Mikoshiba-Kultur folgte. Auf dem gleichnamigen Fundplatz, Mikoshiba Fundplatz (御子柴遺跡), der auch als Namensgeber fungiert, wurden ovale Blöcke (längs 6,5 m) ausgegraben. Diese Blöcke bestanden aus Steingeräten mit Arbeitsspitze (尖頭器, sentōki) und teilweise geschliffenen Steinbeile. Auf Hokkaidō erschien die Mikroklingenkultur etwa 20.000 v. h. und damit erheblich früher, dafür gab es dort keine ausgeprägte Rückenmesserkultur. Auch auf Okinawa wurde bisher keine Rückenmesserkultur gefunden.
Eine spannende, noch ungeklärte Frage ist die, nach dem Zusammenhang von Fabrikat-Versorgungssystem und Rohstoff-Versorgungssystem. Ausgrabungen haben gezeigt, dass die Werkplätze zur Rohstoffgewinnung und zur Rohstoffverarbeitung bisweilen weit auseinander liegen. Die Herstellung von Steingeräten, insbesondere aus Lydit und Obsidian gefertigte Geräte, erfolgte nicht immer am Abbauplatz der Steinrohlinge. Obsidian scheint nach der aktuellen Fundsituation vor allem zu Beginn und zum Ende des Jungpaläolithikums verarbeitet worden zu sein. So fand man 1092 Abschläge aus Obsidian von sechs verschiedenen Abbauplätzen bei Ausgrabungen in Doteue (土手上遺跡) am Berg Ashitaka (愛鷹山), in der Präfektur Shizuoka. 495 dieser Abschläge stammen nachweislich von der Insel Kōzu-shima, zu der keine Landbrücke bestand und die deutlich zu weit vor der japanischen Küste lag, um sie ohne Hilfsmittel zu erreichen. Kontrovers diskutiert wird in diesem Zusammenhang, ob und wie die Rohstoffe an den Ort der Verarbeitung transportiert wurden oder ob sie etwa durch Tausch an ihren Bestimmungsort gelangten.

### Knochenfunde (Paläologie)
Aufgrund der geringen Anzahl menschlicher Knochenfunde kann bisher allein anhand der Steingeräte nicht sicher zwischen dem Homo sapiens sapiens und seinen Vorgängern unterschieden werden. Eine Ausnahme ist der Minatogawa-Mensch, der als Homo sapiens sapiens identifiziert werden konnte.
- Akashi-Urmensch (明石原人, Nipponanthropus akashiensis), Präfektur Hyōgo, am 18. April 1931 entdeckt, ein Hüftknochenfragment, Original 1945 während eines Luftangriffs auf Tokyo verbrannt.[47]

- Hamakita-Mensch (浜北人): 1960 bis 62 in einer Höhle in Hamakita (heute: Hamamatsu, Stadtbezirk Hamakita), in der Präfektur Shizuoka gefundene menschliche Knochenfossilien einer Frau in den 20-ern (Schädel, Unterkiefer, Fragment eines Schienbeins, Schlüsselbein, Oberarmknochen, Elle, Fragment eines Darmbeins) datiert auf 17.900 v. h.[48]

- Hijiri-daki-Höhle (聖嶽洞穴, ~ dōketsu): Tropfsteinhöhle in Saiki in der Präfektur Ōita, 45,5 m tief, 240 m ü. d. M. und von der Talsohle 190 m hoch gelegen, 1961 von Anwohnern entdeckt, 1962 erstmals unter Leitung von Professor Mitsuo Kagawa erforscht,[49] trapezförmige Obsidian Steingeräte und fossile Menschenknochen, Knochen ähneln laut der Untersuchung des Anatomen Tamotsu Ogawa (小片保)[50] von der Universität Niigata dem Shandingdong-Menschen, 1999 wird bei einer zweiten Untersuchung Fluor nachgewiesen, womit die Echtheit der Funde in Zweifel geriet.

- Mikkabi-Mensch (三ヶ日人), sieben, 1959 in der Präfektur Shizuoka ausgegrabene Knochenfragmente, fünf Schädelfragmente, Fragment eines Darmbeins, und Fragment eines Oberschenkelknochens, vermutlich von zwei verschiedenen erwachsenen Männern und einer Frau, Größe (der Männer) ca. 150 cm[51]

- Minatogawa-Mensch Yamahita-cho-Höhle Okinawa 18.000[14] 18.250 ± 650 Jahre B.P. und 16.600 ± 300 Jahre, mit einer Körpergröße von 153 bis 155 cm, ähnelt dem Liujiang-Mensch aus Guangxi und dem Zhenpiyan Mensch Süd-China oder dem Lang-Cuom und Phobinhgia Mensch in Nord-Indochina.

- Pinza-abu-Höhle (ピンザアブ洞穴) auf Miyako (宮古島), Zähne von Nagetieren (Microtus) 25.800 bis 26.800 v. h.[52][53][54]

- Yamashita-Höhle Nr. 1 (山下町第１洞穴) in Naha auf Okinawa: Hier wurden 1968 Von einem Forscherteam der Waseda-Universität Überreste von Knochen eines ca. sechs bis acht Jahre alten Kindes gefunden. Darunter ein Schienbein, Wadenbein (beide in situ) und ein Oberschenkelknochen (Schicht VI 50 cm tief), die mit der Radiokarbonmethode auf 32.100 ± 1000 v. h. datiert werden konnten.[55]

Für die japanische Archäologie ebenfalls interessant sind auch Knochenfunde der letzten Jahre auf der benachbarten koreanischen Halbinsel. Zu den wichtigsten Fundstätten fossiler Menschenknochen in Korea zählen: Yokpori Daehyundong (Homo erectus, Mittel- bis Jungpleistozän), Dokchon Soongnisan (Homo sapiens, Mittel- bis Jungpleistozän), Ryonggok Höhle (Homo sapiens, 400–500 v. H./46–48 v. H.), Mandalli (Homo sapiens, Jungpleistozän), Kumchon (Homo sapiens, Jungpleistozän, 30 v. H.), Chommal (Homo sapiens, Jungpleistozän, 40–60 v. H.), Sangsi (Homo sapiens, Jungpleistozän, 30 v. H.), Grotte Turubong Hungsugul (Homo sapiens sapiens, 40–50 v. H.)

### Siedlungsspuren
Erste steinzeitliche Siedlungsspuren, die die auf die Anwesenheit von Menschen hindeuten, umfassen vor allem Feuerstellen, Schlachtplätze und Pfostenlöcher. Der paläolithische Mensch scheint natürliche Strukturen wie Höhlen und Felsüberhänge kaum genutzt zu haben. Vielmehr lebte er an den Rändern von Terrassen, in der Nähe kleiner Flüsse.
Die Fundplätze weisen drei Befundarten auf: Steingeräteblöcke (石器ブロック; sekki burokku) mit Steinansammlungen und Abschlägen, Kieselsteingruppen mit verbrannten Flusskieseln und verbranntes Holz. Seltener sind Herdstellen mit Steinfassungen wie am Fundplatz Nodai. Etwa 30.000 v. h. erscheinen erstmals Steinkreise, d. h. ringförmig angeordnete Blöcke (環状ブロック, kanjō burokku).
So wurden am Fundplatz Kashiwadai I (柏台1遺跡) in Hokkaidō Überreste von Erdgrubenbehausungen entdeckt, die auf das Jahr 20.500 v. h. datieren. Daneben fand man sieben Steinblöcke mit einem Durchmesser von 5 m und einer Feuerstelle in der Mitte. Man vermutet, dass die Behausungen keinen festen Aufbau besaßen, sondern dass Zelte als Schutz vor der Witterung dienten. Es scheint also als seien den festen Erdgrubenwohnungen der Jōmon-Zeit Zelte als Behausungen vorangegangen zu sein.
Bisher wurden rund 150 Fallgruben an zwölf verschiedenen Fundplätzen entdeckt. Die Fallgruben besitzen üblicherweise einen Durchmesser von 1,5 m und wurden vermutlich zum Fangen von Wildschweinen und Rehen benutzt.

## Befundfälschungen

### Der Fall Fujimura
Am 5. November 2000 erschütterte ein Zeitungsartikel der Mainichi-Shimbun die Welt der archäologischen Erforschung des Jungpaläolithikums. Der Artikel zeigte anhand eines Beweisfotos, wie Shin’ichi Fujimura, Vorsitzender des „Forschungsinstituts für Paläolithische Kulturen Nordost-Honshus“ (東北旧石器研究所, Tōhoku Kyūsekki Bunka Kenkyūjo) Steingeräte, die aus der Jōmon-Zeit stammten, an verschiedenen Ausgrabungsstätten in eine tiefere Erdschicht eingrub. Er selbst fand diese so eingelegten Fundstücke auf spektakuläre Weise, weshalb er in den Massenmedien auch den Spitznamen die „Hand Gottes“ erhielt. Durch das Einlegen der Fundstücke in tiefere Erdschichten war die stratigraphische Einordnung fehlerhaft, und die Fundstücke wurden mit einem zu hohen Alter deklariert.
2001 wurde in daher ein „Sonderforschungsausschuss zur Untersuchung des Problems Alt- und Mittelpaläolithischer Steinwerkzeuge“ (全中期旧石器問題調査研究特別委員会, Zen Chūki Kyūsekki Mondai Chōsa Kenkyū Tokubetsu Iinkai) unter der Leitung von Mitsunori Tozawa gegründet. Die Untersuchung erbrachte, dass Fujimura seit den 1970er Jahren fast 40 Befundfälschungen auf alt- und mittelpaläolithischen Fundplätzen in sieben Präfekturen vorgenommen hatte. In der Konsequenz wurden alle alt- und mittelpaläolithischen Fundplätze, an denen Fujimura zugegen gewesen, inklusive aller dort geborgenen Funde für bedeutungslos erklärt. Die Erforschung des Paläolithikums war damit de facto wieder auf den Anfang zurückgeworfen. Fujimura war auf 148 von 212 Grabungsstätten in der Präfektur Miyagi zugegen.

### Der Fall Kagawa
Kaum ein Jahr nachdem Fujimuras Fälschungen aufgedeckt worden waren und noch bevor der Sonderuntersuchungsausschuss gebildet wurde, beutelte ein weiterer Betrugsverdacht die japanische Archäologie. In ihren Ausgaben vom 25. Januar, 1. Februar und 15. März behauptete die Shukan Bunshun, dass die Funde in der Hijiridaki-Höhle gefälscht seien. Der Fälschung verdächtigt wurde Professor Mitsuo Kagawa (賀川光夫) von der Universität Beppu. Diese Behauptungen erwiesen sich jedoch als falsch und unhaltbar. Obgleich keine Fälschung vorlag, führte die öffentliche Schmähung am 9. März 2001 zum Suizid von Professor Kagawa. Am 15. Juli 2004 folgte das Obergericht Fukuoka der Entscheidung des Obersten Gerichts und wies den Revisionsantrag der Zeitschrift ab. Das Oberste Gericht hatte auf die Klage der Hinterbliebenen hin die Shukan Bunshu zur Zahlung eines Schadensersatzes in Höhe von 9,2 Millionen Yen und zur Veröffentlichung einer Entschuldigung verurteilt.